# Barrage d'Ikizcetepeler
Le barrage d'Ikizcetepeler est un barrage en Turquie. Le lac est alimenté par plusieurs rivières dont la Kille Çayı, la rivière émissaire du barrage est appelée Kocadere ou Kille Çayı et Nergis Çayı. La rivière traverse la plaine de Balıkesir est conflue avec la rivière Susurluk Çayı.